# Cornalin d’Aoste
Cornalin d’Aoste (Humagne Rouge) ist eine autochthone Rotweinsorte des schweizerisch-italienischen Alpenraums. Sie wird vorwiegend in den Schweizer Kantonen Waadt (Chablais) und Wallis (Fully und Martigny) sowie im italienischen Aostatal angebaut.

## Abstammung, Herkunft
Cornalin d’Aoste (Humagne Rouge) ist eine natürliche Kreuzung der Sorten Rouge du Pays und einer unbekannten Rebsorte.
Bei den 1999 durchgeführten DNA-Untersuchungen stellte man fest, dass die bis dahin als eigenständig geltenden Cornalin d’Aoste und Humagne Rouge identisch sind und dass diese Sorte aus einer natürlichen Kreuzung zwischen Rouge du Pays und einer unbekannten und wahrscheinlich bereits ausgestorbenen Sorte entstanden ist. Zudem wurde geklärt, dass die früher vermutete Gleichheit mit der Sorte Petit Rouge so nicht den Tatsachen entspricht.
Es ist daher zu unterscheiden zwischen den zwei Sorten:
- Cornalin d’Aoste / Humagne Rouge: der Cornalin aus dem Aostatal, eine natürliche Kreuzung von Rouge du Pays und einer unbekannten Rebsorte.[1]
- Rouge du Pays (Cornalin du Valais, Walliser Cornalin): eine natürliche Kreuzung von (Mayolet × Petit-Rouge)

Trotz teilweise gleich lautender Namen und morphologischer Ähnlichkeiten darf Cornalin d’Aoste nicht mit den Sorten Olivette Noire (Corniola Nera), Petit Rouge oder eben Rouge du Pays (Cornalin du Valais) verwechselt werden.
Der Name Cornalin leitet sich wahrscheinlich von „corniolo“ ab, der italienischen Bezeichnung für die Kornelkirsche.
Die Sorte Cornalin d’Aoste / Humagne Rouge gehört zu einer Gruppe von Rebsorten, die sich in der geografischen Insellage der Alpenregionen Italiens und des Wallis in der Schweiz halten konnten. Zu dieser Familie gehören die folgenden Sorten:
- Rotweinsorten: Bonda, Cornalin d’Aoste, Cornalin du Valais, Crovassa, Durize, Eyholzer, Fumin, Goron de Bovernier, Mayolet, Ner d’Ala, Petit-Rouge, Prëmetta/Prié rouge, Roussin, Roussin de Morgex, Vien de Nus, Vuillermin.
- Weißweinsorten: Completer, Himbertscha, Humagne Blanche, Lafnetscha, Petite Arvine, Planscher, Prié Blanc, Resi.

## Wein
Die robuste, spätreifende Rebsorte, die einen rubinrot-violetten, tanninreichen und kräftigen Wein mit einem fruchtigen Waldbeeren-Bouquet hervorbringt, eignet sich gut für einen Barrique-Ausbau. Der Wein wurde früher als „Höllenwein“ bezeichnet.

## Eigenschaften
Cornalin d’Aoste leidet unter schwankenden Erträgen und ist sehr anfällig für Magnesiummangel sowie Botrytis.
Die Sorte hat ähnliche Eigenschaften wie die oben erwähnte, verwandte und ebenfalls im Wallis kultivierte Sorte Rouge du Pays.

## Verbreitung
Cornalin d’Aoste wird im italienischen Aostatal auf 11 ha (2010) kultiviert. In der Schweiz betrug die Anbaufläche 2015 137 ha. Weltweit gibt es eine Anbaufläche (2010) von 244 ha – im Jahr 2000 waren es erst 93 ha.

## Synonyme
Synonyme: 22: Alter Landroter, Alter Roter Walliser, Blaue Savoyertraube, Broblanc, Cargnola, Cornalin, Cornalin Aosta, Cornalin D Aoste, Cornalino, Cornalino Nero, Cornallin, Corniola, Frueher Landroter, Humagne, Humagne Rouge, Landroter, Oriou, Petit Rouge, Rouge De Pays, Rouge Du Valais, Savoyertraube, Vieux Rouge Du Pays